# Liste der Stolpersteine in Dommershausen
Die Liste der Stolpersteine in Dommershausen enthält alle Stolpersteine, die im Rahmen des gleichnamigen Kunst-Projekts von Gunter Demnig in Dommershausen verlegt wurden. Mit ihnen soll an Opfer des Nationalsozialismus erinnert werden, die in Dommershausen lebten und wirkten.
Der bisher einzige Stein wurde auf der Burg Waldeck verlegt.

## Verlegte Stolpersteine
| Adresse                        | Stadtteil                | Verlege- datum | Person, Inschrift                                                                                             | Bild                               | Anmerkung |
| ------------------------------ | ------------------------ | -------------- | --- | ---------------------------------- | --------- |
| Säulenhaus Burg Waldeck (Lage) | Dorweiler (Burg Waldeck) | 19. Jan. 2009  | Hier lebte Robert Oelbermann Jg. 1896 im Widerstand 'Schutzhaft’ 1936 1937 Sachsenhausen tot 29.3.1941 Dachau | Stolperstein für Robert Oelbermann |           |